# Linia pozycyjna
Linia pozycyjna – zbiór punktów możliwych pozycji jednostki (statku), określonych stałą wartością mierzonej wielkości fizycznej np. odległości statku od latarni. Pomiar tej wielkości (parametru linii) z dowolnego jej punktu daje zawsze ten sam wynik.
Linia taka może mieć różne formy zależnie od rodzaju pomiarów: dla namiaru jest linią prostą, dla odległości jest okręgiem (łukiem), a dla różnicy odległości jest hiperbolą.
Przecięcie dwóch linii pozycyjnych określa lokalizację jednostki wynikającą z pomiarów.